# Гранд Терас (Калифорнија)
Гранд Терас (енгл. Grand Terrace) град је у америчкој савезној држави Калифорнија. По попису становништва из 2010. у њему је живело 12.040 становника.

## Демографија
Према попису становништва из 2010. у граду је живело 12.040 становника, што је 414 (3,6%) становника више него 2000. године.
| Група             | 2000.         | 2010.         |
| Белци             | 7.071 (60,8%) | 5.582 (46,4%) |
| Афроамериканци    | 537 (4,6%)    | 673 (5,6%)    |
| Азијати           | 653 (5,6%)    | 778 (6,5%)    |
| Хиспаноамериканци | 2.954 (25,4%) | 4.708 (39,1%) |
| Укупно            | 11.626        | 12.040        |